# چغندر تپه ۱
چغندر تپه ۱ مربوط به دوران‌های تاریخی پس از اسلام است و در شهرستان رامیان، بخش فندرسک، روستای میان کاله واقع شده و این اثر در تاریخ ۳۰ تیر ۱۳۸۴ با شمارهٔ ثبت ۱۲۲۶۰ به‌عنوان یکی از آثار ملی ایران به ثبت رسیده است.